# Vesterbotn
Vesterbotn (nordsamisk: Leavdnjavuotna, kvensk og finsk: Lemmivuono) er en fjordarm i enden af Porsangerfjorden i Porsanger kommune i Troms og Finnmark fylke i Norge. Fjorden går langs hele vestsiden af Oldereidneset. Fjorden har indløb mellem Stabbursnes i nordvest og Reassetnjárga i sydøst og går tolv kilometer mod syd til Lakselv i enden af fjorden.
Fjorden er meget lavvandet, særlig langs siderne og i den ydre halvdel hvor den kun op til otte meter på det dybeste. Banak flyveplads ligger lige syd for fjorden, og lige nord for denne er fjorden op mod 27 meter dyb, hvilket er det dybeste i fjorden. Rullebanen på flyvepladsen går næsten en kilometer ud i fjorden. Her gør fjorden et lille sving mod øst og så mod syd igen på østsiden af Banak. Denne del av fjorden bliver kaldt Brennelvfjorden.
E6 går langs vestsiden af fjorden, mens fylkesvei 181 (Finnmark) går langs østsiden af Brennelvfjorden. Inderst i Brennelvfjorden ligger Brennelv og Lakselv. Lakselven munder ud i fjorden vest for flyvepladsen.